# Alexis de Loës
Alexis de Loës, né le 12 août 1840 à Chexbres et mort le 20 novembre 1907, est un enseignant et pasteur vaudois.

## Biographie
Fils et petit-fils de pasteur, Alexis de Loës embrasse aussi la carrière ecclésiastique et est consacré en 1864. Il occupe les cures d'Ollon, de Huémoz, de Moudon et enfin de Lausanne. Il quitte en 1902 le pastorat pour l'enseignement de la théologie à l'Université de Lausanne. En 1906, il succède à Émile Dind dans la fonction de recteur et décède en cours de charge, le 20 novembre 1907. 

## Sources
- « Alexis de Loës », sur la base de données des personnalités vaudoises sur la plateforme « Patrinum » de la Bibliothèque cantonale et universitaire de Lausanne.
- Dossier ATS/ACV
- Olivier Robert, Francesco Panese, Dictionnaire des professeurs de l'Université de Lausanne dès 1890, Lausanne, p. 311 [Deloes] photographie Nitsche, Lausanne Patrie suisse, 1906, n° 343, p. 272-273